# Parc national de Manda
Le parc national de Manda (PNM) est situé dans la région du Moyen-Chari au sud-est du Tchad. Il a été créé le 23 octobre 1967 par le décret N°243/PR/EFPC/PNR. 

## Biodiversité
Parmi les oiseaux y sont recensés le rémiz à ventre jaune, le choucador à cou blanc et le petit Moineau. Parmi les mammifères, les lions n'y sont observés que durant la saison sèche.

## Menaces
Le braconnage est l'une des pires menaces du parc, qui a notamment été important durant la guerre civile tchadienne des années 1970.